# Nikolaj Dostal
Nikolaj Dostal (russisk: Никола́й Влади́мирович До́сталь) (født 21. april 1909 i Saratov i det Russiske Kejserrige, død 22. april 1959 i Moskva i Sovjetunionen) var en sovjetisk filminstruktør.

## Filmografi
- Har vi mødtes et sted før? (Мы с вами где-то встречались, 1954)[1][2]
- Delo pjostrykh (Дело 'пёстрых', 1958)